# 宇佐町 (高知県)
宇佐町（うさちょう）は、高知県高岡郡にあった町。
現在の土佐市宇佐町各町にあたる。本項では町制前の名称である宇佐村（うさむら）、一時的な名称であった新宇佐町（しんうさちょう）についても述べる。

## 地理
- 山岳：宇佐湾、浦ノ内湾

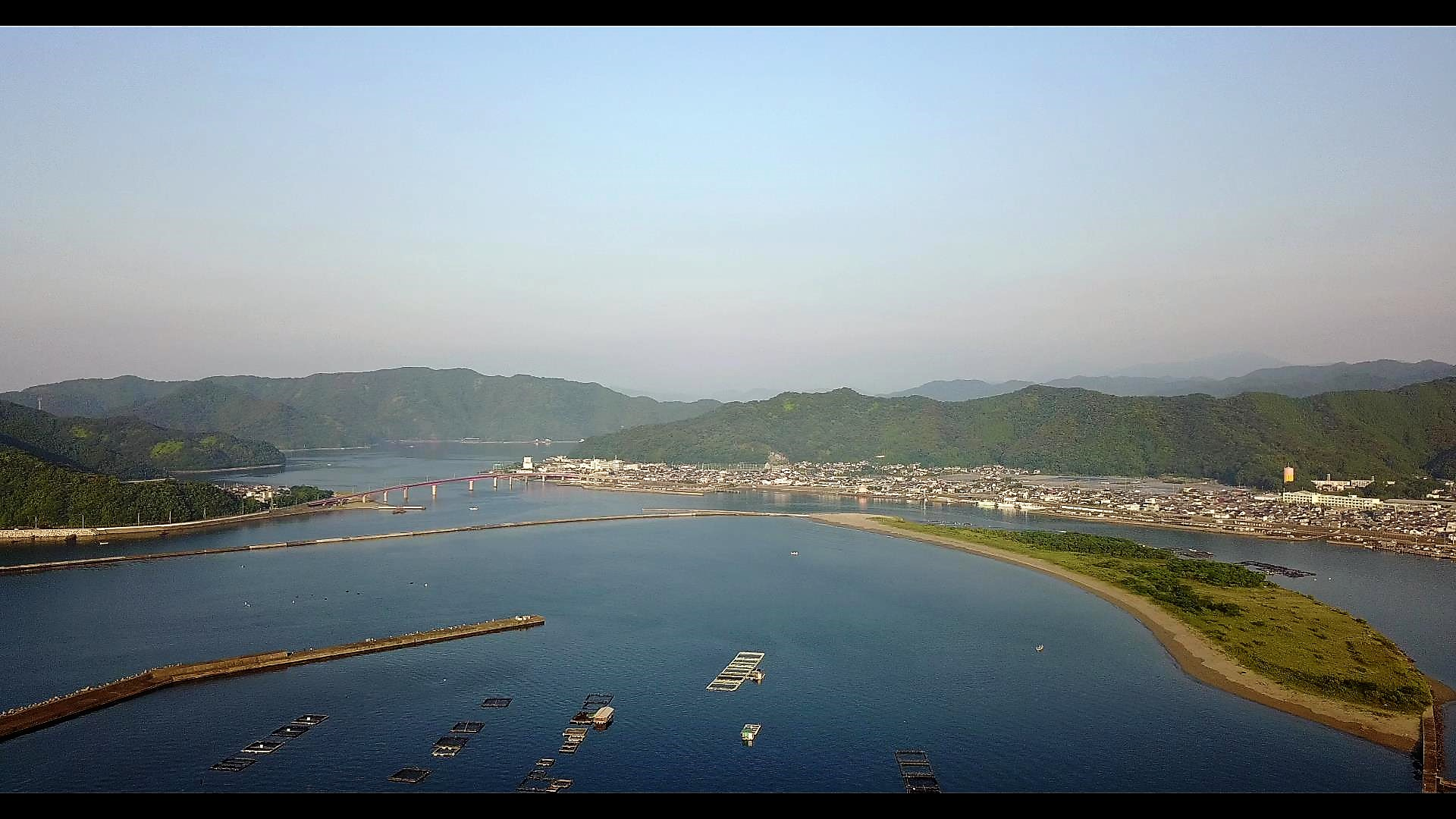
宇佐湾に架かる宇佐大橋

- 山岳：黒岩山、中口山、茶臼山、宇都賀山、崎山

## 歴史
- 1889年（明治22年）4月1日 - 町村制の施行により、宇佐村・福島村・井ノ尻村・渭浜村・竜村の区域をもって宇佐村が発足。
- 1922年（大正11年）9月1日 - 宇佐村が町制施行して宇佐町（第1次）となる。
- 1942年（昭和17年）4月1日 - 新居村と合併して新宇佐町が発足。同日宇佐町（第1次）廃止。
- 1949年（昭和24年）4月1日 - 新宇佐町の一部（大字新居）が分立して新居村（第2次）が発足。新宇佐町が改称して宇佐町（第2次）となる。
- 1958年（昭和33年）4月1日 - 高岡町・新居村（第2次）と合併し、改めて高岡町が発足。同日宇佐町（第2次）廃止。